# Bothriocera drakei
Bothriocera drakei är en insektsart som beskrevs av Metcalf 1923. Bothriocera drakei ingår i släktet Bothriocera och familjen kilstritar. Inga underarter finns listade i Catalogue of Life.